# Nerocila fluviatilis
Nerocila fluviatilis es una especie de crustáceo isópodo marino del género Nerocila, familia Cymothoidae. Fue descrita científicamente por Schioedte & Meinert en 1881.

## Distribución
Esta especie se encuentra en Uruguay y el Atlántico tropical.